# アンドリュス・アルギルダイティス

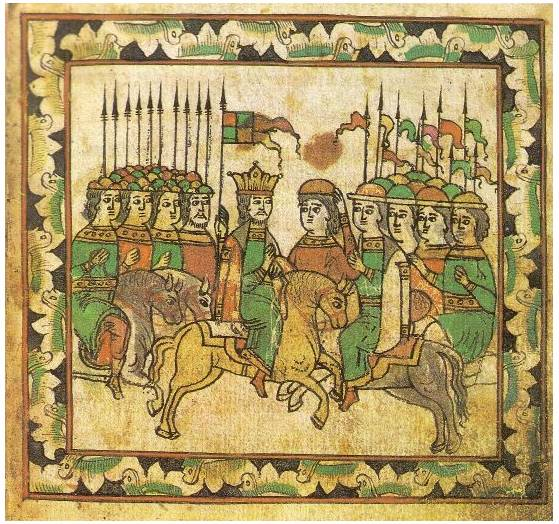
クリコヴォの戦いにおいて、モスクワ軍の救援に駆け付けたポラツク公アンドリュスとブリャンスク公ドミトリユスの兄弟

アンドリュス・アルギルダイティスまたはアンドレイ・アリヘルダヴィチ（リトアニア語:Andrius Algirdaitis；ベラルーシ語:Андрэй Альгердавіч, 1325年頃 - 1399年8月12日）は、リトアニア大公国の統治者アルギルダスと、その最初の妻のヴィーツェプスク公女マリヤとの間の最年長の息子。プスコフ公（在位1342年 - 1348年）、ポラツク公（在位1342年 - 1387年）。アンドリュスは父の最年長の息子として、1377年に父が死ぬとその大公位を継ぐことを主張したが、アルギルダスは後妻ウリヤナ・トヴェリスカヤの産んだ最年長の息子ヨガイラを後継者に指名した。アンドレイは異母弟ヨガイラと敵対し続け、結果として自らの破滅を招くことになった。

## プスコフとポラツクの統治者
1342年、アンドリュスは父アルギルダスと叔父ケーストゥティスとともに、プスコフ共和国を救援するためリヴォニア騎士団と戦った。共和国側はアルギルダスの支援を常に受け続けようと考え、その息子のアンドリュスにプスコフの勤務公として留まってくれるように打診した。アンドリュスはこれを聞き入れ、正教に改宗してアンドリュス/アンドレイと名乗った（改宗前の名前は不詳） 。しかし、アンドリュスはごく短期間プスコフに滞在するとリトアニアに帰国した。その理由は明らかでないが、歴史家たちはポラツク公を務めていた大叔父ヴァイニウスが死んだことに関連している、と推測している。リトアニア大公国とリヴォニア騎士団国家の境界に位置するポラツクは、リトアニア国家の命運を握る都市であった。アンドリュスはポラツク公となり、リヴォニアのドイツ人騎士たちからリトアニアを防衛する任務に就いた。プスコフではアンドリュスの代理人としてユーリーという素性不明の人物が置かれた。リトアニアの歴史家アヴィダス・ニクジェンタイティスは、このユーリーという人物がゲディミナスの孫息子（つまりアンドリュスの従兄弟）だった可能性がある、と推測している。
ユーリーは1348年までプスコフに滞在していた。その年、ドイツ騎士団はリトアニアに対し、ストレーヴァの戦いを始めとする大攻勢を仕掛けた。リヴォニア騎士団がプスコフ共和国のイズボルスク要塞を襲ったとき、プスコフ共和国軍はスウェーデンに侵略されたノヴゴロド共和国を救援しに行っていた。ユーリーはこの時の騎士団の攻撃で戦死した。リトアニア人はプスコフを支援することが出来なかったため、プスコフ共和国政府はもはやリトアニア大公国からアンドリュスの代理人を受け入れることを拒んだ。アンドリュスはこれに対して報復を以て臨み、リトアニアにいる全てのプスコフ商人を逮捕してその物品を没収した。こうして、リトアニアとプスコフの友好関係は断たれた。アンドリュスはその後30年近くポラツク公を務めた。

## ヨガイラとの争い
アルギルダスが1377年に死ぬと、その最年長の息子であるアンドリュスは、アルギルダスが後継に定めた異母弟ヨガイラと対立した。ヨガイラは大公位を継いだ時点では叔父のケーストゥティスから強力な支持を得ていた。アンドリュスはポラツク公国、モスクワ大公国、リヴォニア騎士団からなる反リトアニア同盟を組織して、ヨガイラとその支持者に対抗した。モスクワ軍は1379年にリトアニア大公国の東部地域を攻撃した。アンドリュスの同母弟ドミトリユスはアンドリュスの味方であり、トルブチェフスクとスタロドゥーブをロシア軍から防衛することはしなかった。モスクワ軍は占領地域に留まる事はせず、モスクワに退却した。このとき、アンドリュスとドミトリユスもモスクワ軍に随行した。ヨガイラは1379年9月29日、ドイツ騎士団との間に10年の年限のついた和平条約を結び、さらに1380年2月27日にリヴォニア騎士団とも和約を結んで、アンドリュスの結んだ反リトアニア同盟の切りくずしに成功した。ヨガイラはさらにジョチ・ウルスの権力者ママイ、リャザン公国の当主オレーグとも協力関係に入り、アンドリュスに対する包囲網を築いた。1380年、アンドリュスとドミトリユスはモスクワとジョチ・ウルスとの間で行われたクリコヴォの戦いに参加した。ヨガイラの軍隊は戦場への到着が遅れたため、ジョチ・ウルス軍は大敗を喫した。
1381年、ヨガイラはアンドリュスのかつての領国だったポラツク公国を、自分に忠実な弟スキルガイラに与えようとした。スキルガイラが反抗するポラツクを包囲していたとき、叔父のケーストゥティスはヨガイラから権力を奪取すべくリトアニアの内戦を引き起こし、ヨガイラからリトアニア大公の地位を奪った。ポラツクの人々は、アンドリュスを再びポラツク公に据えることを決めたケーストゥティスに対し、自発的に臣従した。1381年から1385年にかけ、アンドリュスの消息を伝える史料は残っていない。おそらく、アンドリュスはヨガイラとケーストゥティス、ヴィータウタス親子の争いに決着がつくのを待っていたと思われる。ヨガイラとヴィータウタスは1384年に一応の和睦を結んだ。1385年10月10日、アンドリュスはリヴォニア騎士団との講和条約に調印し、彼は騎士団に臣従する代わりに、ヴィータウタスやその他の敵対者から守ってもらうことになった。この和約によれば、アンドリュスは騎士団の封臣となり、ポラツクを封土として授けられることになっていた。ヨガイラがポーランドに赴いてクレヴォの合同条約に関する交渉を行っていたあいだ、アンドリュスは再びヨガイラに対して兵を挙げようと企んだ。1386年、アンドリュスはポラツクの南東部を攻撃した。アンドリュスの挙兵は、リトアニア大公国の中心部リトアニア公国を攻撃していたリヴォニア騎士団、そしてアルギルダスにスモレンスク公国を奪われ、ムシチスラウを攻撃していたスモレンスク公スヴャトスラフの支持を得た。

## 身柄の拘束と解放
スキルガイラに率いられたリトアニア大公国軍は1387年にポラツクに攻め込んだ。リヴォニア騎士団はリトアニア軍から町を守ることができず、ポラツク市はリトアニアに降伏し、アンドリュスは捕えられた。アンドリュスの息子の一人シメオナスは戦いを続け、別の息子イヴァナスはプスコフに亡命し、1389年に同市の勤務公に就任している。アンドリュスはポーランドで7年間の虜囚生活を送った。1394年、アンドリュスはヴィータウタスの要請によって解放された。解放後のアンドリュスはプスコフに移り、プスコフとノヴゴロドの間の和平条約交渉を行ったりしている。1399年、アンドリュスはヴォルスクラ川の戦いにおいてジョチ・ウルス軍との戦闘中に戦死した。